# Union Sport Tourcoing Football Club
L'Union Sport Tourcoing Football Club, meglio nota come Tourcoing, è una società calcistica con sede a Tourcoing, in Francia. Milita attualmente nel Promotion d'Honneur, l'ottava serie del campionato francese di calcio.
Il risultato più rilevante è stato ottenuto nel 1921, con la qualificazione alle semifinali di Coppa di Francia. Il club ha anche vinto un campionato USFSA nel 1910.

## Palmarès

### Competizioni internazionali
- Challenge international du Nord: 1

1911
- Championnat de France de football (USFSA): 1

1910

#### Competizioni regionali
- Championnat du Nord-Pas-de-Calais: 7

1919-1920, 1927-1928, 1931-1932, 1964-1965, 1991-1992, 1995-1996, 2013-2014

### Altri piazzamenti
- Coppa di Francia:

Semifinalista: 1920-1921
- Challenge international du Nord:

Finalista: 1906, 1912